# Adam Eteki
Adam Eteki est un pilote automobile français. Après une année en monoplace en Formule 4, Il remporte le scholarship Porsche en 2018 pour devenir le Junior Porsche Carrera Cup France en 2019.

## Biographie

### Enfance et Jeunesse
Dès son plus jeune âge, sur les pistes avec son père, Adam Eteki se découvre une passion pour le sport automobile. Il débute en karting en 2012 jusqu’à arriver en Porsche en 2020. Il n’a qu’une chose en tête : devenir pilote professionnel.

### Années en karting (2012 - 2017)
Durant sa 1ère année en minime en 2012, il s’inscrit à son 1er Championnat de France dans son tout 1er team SG Drivers. Dès sa 1ère course, Adam réalise un exploit, car il gagne la toute 1ère manche du Championnat sur le circuit de Salon de Provence. Il finit le Championnat de France en 3ème position avec de très bons résultats tout au long de sa 1ère saison.
En 2013, il enchaîne dans la catégorie juste au dessus en Cadet. Il termine une fois encore 3ème du Championnat de France. En 2014, toujours en cadet, la chance n’était pourtant pas de son côté mais il gagne la NSK (National Series Karting). Adam remporte son 1er titre à la Coupe de France Nationale en 2015, il devient donc Champion de France. Au sein de la même équipe, il remporte son 1er titre à l’international : il devient Champion d’Europe x30 junior.
Il change de catégorie en OKJ en 2016 et en fin d’année, il participe à son premier Championnat du monde à Barhein dans une nouvelle équipe (CRG) et se place à la 10ème position sur plus de 100 pilotes. L’année d’après en 2017, sur le circuit de PFI en Angleterre, il finit à la 12ème position dans la catégorie au dessus.

### Débuts en voiture (2018 - )
En 2018, après ces années en karting, Adam Eteki décide de s’engager dans le Championnat de France F4. Le jeune pilote débute donc sa 1ère saison en monoplace au sein de la FFSA Academy. Durant les 6 meetings, il remporte 2 victoires et 9 podiums sur 18 courses, et termine finalement 4ème du Championnat,. Après cette belle saison en F4, Adam réfléchit beaucoup à son avenir. Lors de ce championnat, Adam découvre une catégorie qui l’attire particulièrement, la Porsche Cup. C’est ainsi que le pilote de 16 ans effectue ses 1ers tours de roue en GT lors d’une demi-journée d’essai. Il décide donc de s’inscrire à la sélection de détection du pilote junior Porsche en novembre 2018. Il remporte cette sélection et se voit octroyer une bourse de 50 000 Euros pour participer au championnat Porsche Carrera Cup France 2019,. Le jeune pilote entre dans la cour des grands. Pour sa 1ère année en GT, il termine 3ème rookie du championnat et 8ème du championnat général.
En 2019, Il décide de se relancer dans une nouvelle saison de Porsche Cup dans un tout nouveau team CLRT dirigé par Côme Ledogar. Il fait son tout 1er podium à la 2ème position sur le mythique circuit des 24h du Mans qui s’est déroulé sous une pluie battante. Il obtient sa 1ère victoire sur le circuit du Paul Ricard dans la foulée. Avec de belles performances tout au long de la saison, Adam se place à la 4ème position du championnat général.

### Arrivée en endurance (2021)
De retour en Europe, il participe à la saison de Michelin Le Mans Cup, toujours aux côtés de Michael Jensen.

## Résultats

### Karting
| Saison | Compétition                     | Classement |
| ------ | ------------------------------- | ---------- |
| 2012   | Championnat de France Minime    | 3e         |
| 2013   | Championnat de France Cadet     | 3e         |
| 2013   | NSK Cadet                       | Vainqueur  |
| 2014   | Rotax Max France Cadet          | Vainqueur  |
| 2015   | Coupe de France National        | Vainqueur  |
| 2015   | Rotax NSK                       | Vainqueur  |
| 2016   | Championnat d’Europe x30 Junior | Vainqueur  |
| 2016   | Championnat du monde OKJ        | 10e        |
| 2017   | Championnat du monde OK         | 12e        |

### Automobile
| Saison | Compétition                | Classement                  |
| ------ | -------------------------- | --------------------------- |
| 2018   | Championnat de France F4   | 4e (2 victoires, 9 podiums) |
| 2019   | Porsche Carrera Cup France | 9e                          |
| 2020   | Porsche Carrera Cup France | 6e (1 victoire, 3 podiums)  |
| 2021   | Asian Le Mans Series       |                             |

### Porsche Carrera Cup France
| Saison | Championnat                | Écurie                          | Courses | Victoires | Podiums | Classement |
| ------ | -------------------------- | ------------------------------- | ------- | --------- | ------- | ---------- |
| 2019   | Porsche Carrera Cup France | Team 85 Bourgoin Racing         | 12      | 0         | 0       | 8e         |
| 2020   | Porsche Carrera Cup France | CLRT (Côme Ledogar Racing Team) | 10      | 1         | 3       | 6e         |